# Rory Stuart
Rory Stuart (New York, 9 januari 1956) is een Amerikaanse jazzgitarist. Hoewel hij met veel jazzmuzikanten als sideman heeft opgetreden, is hij vooral bekend om zijn werk als groepsleider en voor zijn rol als pedagoog.

## Biografie
Stuart werd geboren in New York en is de zoon van de beroemde uitgever Lyle Stuart. Hij werd tijdens zijn jeugd blootgesteld aan jazz dankzij de platencollectie van zijn ouders en raakte in zijn vroege tienerjaren enthousiast over jazz. Toen hij een paper schreef over Rahsaan Roland Kirk, regelde een leraar dat Kirk optrad voor de klas in de Village Vanguard en vervolgens muziek besprak. Het volgende jaar bracht pianist Jaki Byard wekelijks een bezoek aan de muziekles van de school. Stuart begon albums te kopen van Thelonious Monk en John Coltrane. Met de hulp van zijn moeder kocht hij een gitaar en volgde hij twee jaar klassieke lessen. Hij studeerde aan de Stanford University, waar hij gitarist Tuck Andress leerde kennen en muziek studeerde.
Stuart woonde enkele jaren in Boulder (Colorado), terwijl hij werkte met Jerry Granelli, Carol Kaye, Joe Keel, Billy Tolles en de band Parameters. Hij speelde met Oliver Johnson en Steve Potts in Parijs en ging daarna op tournee met organist Jack McDuff. Begin jaren 1980 verhuisde hij naar New York. Hij speelde met Geri Allen, Joe Bonner, Cecil Bridgewater, Ronnie Burrage, Jeanie Bryson, Michael Cochrane, Steve Coleman, Larry Coryell, Bill Doggett, Charles Earland, George Garzone, Vinny Golia, Billy Harper, Sheila Jordan, Graham Haynes, Ernie Krivda, Steve Nelson, Errol Parker, Mike Richmond, Charlie Rouse, Bill Saxton, Lonnie Smith, Cassandra Wilson en Reggie Workman.
In 1982 leidde hij een kwartet bestaande uit Keith Copeland, Armen Donelian en Calvin Hill en leidde hij kwartetten met John Ellis en Mark Shin. Hij werkte in een duo met Glenn Wilson. Met behulp van een beurs van de National Endowment for the Arts trad Stuart op en nam hij op met een uitgebreide versie van zijn kwartet, met Glenn Wilson, Dannie Moore en John Stubblefield erbij. (National Endowment For The Arts 1992 Jaarverslag p. 151). Stuart heeft opgetreden met muzikanten in de Tsjechische Republiek (met Jaromir Honzak), Zwitserland (met Colin Vallons Trio), India (met Louiz Banken) en in IJsland. Hij schreef een muziekprogramma voor een concert, uitgevoerd door oud-studenten Robert Glasper, Matt Penman, John Ellis, Jean Rohe en Becca Stevens met gast Dafnis Prieto.
Sinds 1992 leidde en ontwikkelde Stuart het curriculum in ritme voor de afdeling New Jazz & Contemporary Music van The New School in New York. Hij heeft privélessen, clinics en workshops gegeven in Indian (2009, Express India, Radio and Music, Kazakhstan (US Embassy News, Kazachstan, (2008), Israël (2009–2010), Italië (Veneto Jazz in Bassano 2005-2008; ook Udine en Vercelli met John Riley's Trio (2006), Oostenrijk (2003), Denemarken (2008), Zwitserland (2003, Brazilië (2009, via Skype), Spanje ( 2008) en in de Verenigde Staten (waaronder IAJE in 2001 en 2007). Hij leidde en gaf les in een jazzworkshop in Incheon, Zuid-Korea (2007-2008). In 2006 ontving hij de New School University Teaching Excellence Award.
Zijn studenten waren onder meer Taylor Ho Bynum, Robert Glasper, Aaron Goldberg, Mary Halvorson, Tigran Hamasyan, Gilad Hekselman, Ali Jackson, Gregoire Maret, Mike Moreno, Yeahwon Shin, Becca Stevens, Marcus Strickland, Nils Wogram.
- International Standard Name Identifier: 0000 0000 8391 5767
- Library of Congress Control Number: n87122524
- MusicBrainz: 8100da0b-5b3a-44aa-9afd-27932262f314
- Nationale Bibliotheek van Israël: 987007338292205171
- Système universitaire de documentation: 035553952
- Virtual International Authority File: 69081820
- WorldCat: E39PBJfh6KDxH9ch44wbJGw3cP